# 1827
| 1827               |
| ------------------ |
| Dødsfald - Fødsler |
| • Begivenheder     |

| Gregoriansk kalender | 1827 MDCCCXXVII         |
| Ab urbe condita      | 2580                    |
| Armensk kalender     | 1276 ԹՎ ՌՄՀԶ            |
| Kinesiske kalender   | 4523 – 4524 丙戌 – 丁亥 |
| Etiopisk kalender    | 1819 – 1820             |
| Jødisk kalender      | 5587 – 5588             |
| Hindukalendere       |                         |
| - Vikram Samvat      | 1882 – 1883             |
| - Shaka Samvat       | 1749 – 1750             |
| - Kali Yuga          | 4928 – 4929             |
| Iransk kalender      | 1205 – 1206             |
| Islamisk kalender    | 1243 – 1244             |

Konge i Danmark: Frederik 6. 1808-1839
Se også 1827 (tal)

## Begivenheder

### Januar
- 2. januar – Kjøbenhavnsposten en dansk avis, udkommer første gang, stoppet 1859
- 12. januar – Thomasine Gyllembourg, forfatterinde, debuterer (anonymt) i tidsskriftet Kjøbenhavns flyvende Post

### Marts
- 26. marts - den tyske komponist Ludwig van Beethoven dør i Wien
- 29. marts - 20.000 deltager i Ludwig van Beethovens begravelse i Wien

### Maj
- Maj – Ioannis Kapodistrias indsættes som Grækenlands første statsoverhoved efter frigørelsen fra Det Osmanniske Rige

### Juni
- 5. juni - Tyrkerne erobrer Akropolis og rykker ind i Athen
- 21. juni - Robert Peel indfører omfattende reformer i den engelske kriminallovgivning

### September
- 22. september - englen Moroni åbenbarer sig for Joseph Smith på bjerget Cumorah og overdrager ham nogle guldplader med indskrifter. Tre år senere offentliggør Joseph Smith oversættelsen af teksten i "Mormons Bog".

### Oktober
- 20. oktober – I den græske frihedskrig ender Slaget ved Navarino ud for den græske kyst med, at den forenede engelske, franske og russiske flåde fuldstændig ødelægger de tyrkiske og ægyptiske flåder

### Udateret
- Den dansk pianofortefabrik Hornung & Møller etableres. Den eksisterede indtil 1972.
- Keldbyspanden blev fundet ved Keldby på Møn.
- Kallerupstenen blev fundet ved Kallerup, nord for Hedehusene.
- Det midterste tårn på Vor Frue Kirke i Kalundborg styrter sammen.
- Emuarten Dromaius baudinianus uddør.
- Peter von Scholten bliver dansk generalguvenør på De dansk-vestindiske øer
- S/S Dania indsættes på overfarterne København – Århus og København – Fredericia.

## Født
- 7. januar – Søren Nielsen Kjær, dansk gårdejer og politiker, (død 1893).
- 1. marts – Eiler Rasmussen Eilersen, dansk landskabsmaler, (død 1912).
- 16. marts – Ferdinand Meldahl, dansk arkitekt (død 1908).
- 16. marts – Peter Petersen Freuchen, dansk professor i landmåling, (død 1894).
- 22. marts – Axel Schovelin, dansk landskabsmaler, (død 1893).
- 8. april – Marius Gad, dansk nationaløkonom og politiker, (død 1902).
- 10. april – Lewis Wallace, amerikansk forfatter ("Ben Hur"), (død 1905).
- 20. april – John Gibbon, amerikansk officer under den amerikanske borgerkrig (død 1896)
- 1. maj – August Cappelen, norsk landskabsmaler, (død 1852).
- 4. maj – John Hanning Speke, engelsk Afrikarejsende (Nilens kilder), (død 1864).
- 5. maj – Anton Nielsen, dansk forfatter og lærer, (død 1897).
- 11. maj - Jean-Baptiste Carpeaux, fransk billedhugger (død 1875).
- 10. maj – Frederik Christian Good, dansk officer, (død 1880).
- 10. maj – William Windom, amerikansk advokat og politiker, (død 1891)
- 31. maj – Lord Chelmsford, britisk general, Krimkrigen, Zulukrigen og slaget ved Ulundi, (død 1905).
- 11. juni – Natalie Zahle, dansk kvindesags- ligestillingsforkæmper, (død 1913).
- 22. juli – Johannes Steen, norsk statsminister og skolemand, (død 1906).
- 14. august – Ludvig Jens Tønnes Grøn, dansk handelsmand, (død 1910).
- 20. august – Josef Strauss, østrigsk komponist og dirigent, (død 1870).
- 3. september – Carl Bøgh, dansk maler, (død 1893).
- 4. september – Julius Magnus Petersen, dansk kobberstikker og kunstarkæolog, (død 1917).
- 20. september – Søren Frich, dansk ingeniør og erhvervsmand (Frichs i Århus) (død 1901) .
- 17. oktober – Christian Ludvig Madsen, dansk ingeniør, (død 1899).
- 18. november – Jesper Jespersen Bahnson, dansk politiker, officer, embedsmand og godsejer, (død 1909).

## Dødsfald
- 11. januar – Frederik Julius Kaas, dansk statsminister, (født 1758).
- 14. januar – Hans Peter Thrige, dansk skolemand, (født 1792).
- 5. marts – Alessandro Volta, italiensk fysiker, opfinder af voltasøjlen, det elektriske batteri, (født 1745).
- 26. marts – Ludwig van Beethoven, tysk komponist og pianist, (født 1770).
- 4. april – Herman Treschow Gartner, dansk læge og kirurg, (født 1785).
- 11. april – George Canning, britisk politiker, (født 1770).
- 8. februar – Abner M. Perrin, general under den amerikanske borgerkrig, (død 1864).
- 19. maj – Oluf Christian Olufsen, dansk landbrugsforfatter, økonom og digter, (født 1764).
- 25. Juni – Johann Gottfried Eichhorn, tysk orientalist og historiker, (født 1752).
- 14. juli – Augustin-Jean Fresnel, en fransk fysiker, (født 1788).
- 27. juli – Peter Lotharius Oxholm, dansk officer og generalguvernør i Vestindien, (født 1753).
- 19. september – Morten Thrane Brünnich, dansk zoolog og mineralog, (født 1737).
- 28. november – William Blake, engelsk poet, kunstner og forfatter, (død ).
- 11. oktober – Christian Ditlev Reventlow, dansk godsejer, gehejmestatsminister og politiker, (født 1748).
- 16. juli -Bertel Bruun – dansk købmand og fabrikant, (født 1767).
- 9. februar – Joachim Emilius Bang, dansk kaptajn, købmand/partsreder og møller, (født 1750).